# Nullum crimen sine iniuria
La locuzione latina nullum crimen sine iniuria sintetizza e afferma un principio cardine del diritto penale, ribadito dalla giurisprudenza contemporanea e affermato sin dall'epoca del diritto romano, ovvero che nessuno può essere punito per un fatto che non risulti essere significativamente offensivo di beni e valori giuridicamente protetti. 

## Finalità
La punibilità di un reato quindi, in base al principio di offensività, sussiste solo nel caso in cui la condotta di reato sia stata effettivamente lesiva di beni giuridici per il quale il legislatore abbia approntato una tutela penale.
Pertanto, affinché possa configurarsi un reato occorre, oltre al comportamento corrispondente alla fattispecie di reato, l'offesa di un bene costituzionalmente "significativo". 

## Nel diritto penale italiano
Il principio di offensività trova implicito fondamento nella Costituzione e precisamente negli artt. 13 e 27. L'art. 13 sancisce l'inviolabilità della libertà personale, salvi limiti derivanti da un ordinamento giuridico regolato dal principio di legalità e dalla riserva di giurisdizione. 
Ciò comporta che una limitazione a tale libertà possa derivare esclusivamente dalla volontà di tutelare un altro interesse di pari rango. 
L'art. 27 al 3º comma sancisce che le pene devono tendere alla rieducazione del condannato: ciò presuppone che la pena inflitta derivi dalla tenuta di un comportamento che offenda un interesse costituzionalmente significativo, poiché se ciò non fosse si punirebbe per la mera commissione di fatti inoffensivi. Non avrebbe senso parlare di fine rieducativo in assenza di un comportamento antisociale da correggere.